# Lista de personagens da série Mega Man
Esta é uma lista de personagens da série Mega Man.

## Série clássica

### Personagens Principais

#### Mega Man
Mega Man é o personagem principal da série. Seu nome original era Rockman (ロックマン, Rokkuman), no entanto quando o jogo chegou aos Estados Unidos, seu nome foi mudado pelo vice-presidente sênior da Capcom que achou que "o título era horrível". Na série, é um robô androide criado por Dr. Thomas Light, programado para acabar com os planos do cientista maluco Dr. Albert W. Wily de dominar o mundo. Foi concebido originalmente com um robô assistente, mas Light o reprogramou para batalha para deter Wily. Tem a habilidade de adquirir o poder de cada chefe que derrota com seu copy chip.[carece de fontes?] é o personagem titular e protagonista da série de jogos Mega Man da Capcom. Foi criado originalmente por Akira Kitamura para o primeiro jogo lançado em 1987, com o artista Keiji Inafune desenvolvendo as artworks originais do personagem baseadas nos sprites do jogo. Desde sua criação, foi considerado um dos principais mascotes da Capcom, e também um dos ícones mais conhecidos na indústria dos vídeo-games até os dias de hoje.

#### Dr. Wily
Doutor Albert W. Wily, ou simplesmente Dr. Wily (também chamado de Dr. Wiley, em alguns jogos), é o principal antagonista da série Mega Man. Tem sido descrito como uma personagem e vilão popular, sendo comparado a outros personagem como Doutor Eggman. Entre 1991 e 1994, a Nintendo Power elegeu-o consecutivamente como um dos melhores vilões a aparecerem em produções da Nintendo no prêmio anual da revista, descrevendo-o como "um dos cientistas malucos mais amados". O personagem apareceu novamente na premiação em 2010, quando o periódico escolheu Dr. Willy como o quarto melhor vilão da história da Nintendo. GamePro, outra revista, elegeu-o como o 39.º vilão mais diabólico dos videogames de todos os tempos, notando que "claramente se destaca na escola superlotada de cientistas loucos". Computerworld, uma revista sobre tecnologia da Informação, nomeou-o como um dos "vilões mais malvados" dos videogames, elogiando sua persistência em tentar derrotar Mega Man, mesmo falhando ao fim de cada jogo.

#### Proto Man
Proto Man, no original Blues (ブルース, Burūsu), é o irmão de Mega Man e é seu rival na série animada e no jogo Mega Man III, no qual é chamado de Break Man. Seu projeto de construção é, como seu próprio nome diz, um protótipo ao de Mega Man, o que os torna quase irmãos. Proto Man é o primeiro robô criado pelo brilhante cientista Dr. Thomas Light e é o protótipo dos Robot Masters. De acordo com as HQs da Archie Comics Proto Man foi projetado para ser um robô de combate avançado criado por Dr. Light como parte de um contrato militar. Os militares viram potencial na obra de Dr. Light, e eles decidiram continuar a financiar suas pesquisas, pedindo-lhe para criar um modelo mais simples que requeria menos energia e que possuíssem apenas comandos simples de batalha, não inteligência real. Isto leva à criação da série Sniper Joes. O projeto de Proto Man se tornou a base da série de robôs militares Sniper Joe. Em Mega Man Powered Up, é revelado que Proto Man despreza estes robôs devido a isso. Quando Dr. Wily resolveu se voltar contra Dr. Light, o projeto de Proto Man foi roubado e ele foi construído para servir Wily. Só depois, Mega Man foi construído. Diferente de Rock (futuro Mega Man), que foi projetado originalmente para ser um ajudante de laboratório, Proto Man foi construído para ser um soldado.
Sua roupa é cinza, tem uma armadura vermelha e um longo cachecol amarelo. usa um óculos debaixo de seu capacete para se diferenciar de Mega Man, pois eles são idênticos. Possui ainda um escudo branco e vermelho que pode defletir projéteis. No jogo Mega Man 2: The Power Fighters, Dr. Light revela que Proto Man possui um defeito fatal no seu sistema de energia. Em Mega Man: Powered Up, Proto Man diz que seu reator já está instável, isso tudo devido ao fato de que ele é um protótipo inacabado.
É tão forte quanto Mega Man, mas sua personalidade e espírito livre, juntamente com seu ideal de vida, o impede de lutar constantemente pela justiça. Normalmente ele ajuda Mega Man somente em situações críticas, pelo fato dele ter sido criado logo antes de Mega Man ele o chama por "irmãozinho".
Ele possui uma arma em seu braço, semelhante ao Mega Buster de Mega Man. Também pode acumular energia para um tiro mais poderoso, ele sempre tem uma arma secundária diferente pelo próprio fato de que sendo um protótipo seus sistemas ainda são instáveis.
De acordo com Keiji Inafune, Proto Man foi baseado no anime Cyborg 009, no qual os personagens principais são ciborgues que usam roupas vermelhas e cachecóis amarelos.

#### Bass
Bass, no original Forte (フォルテ), é um dos rivais de Mega Man. Aparece pela primeira vez em Mega Man 7. Foi criado por Dr. Wily, que se baseou no projeto de Mega Man com alterações para que Bass se tornasse um modelo mais avançado e poderoso. Graças a descoberta do material Bassnium, o projeto foi um sucesso. Ele possui uma armadura negra com detalhes amarelos, e seu cristal é azul. Seu único amigo é Treble (Gospel, no original), um lobo-robô roxo que pode se fundir a Bass, fazendo com que ele adquira novos poderes, como voar.
É frio, arrogante, presunçoso e, às vezes, mostra sinais de baixa estima. Devido a sua programação, quer a todo custo derrotar Mega Man para provar que ele é mais forte. Porém Bass não compreende a verdadeira força da justiça e do bem de Mega Man e odeia todos que se tornam obstáculos entre ele e Mega Man, mesmo que seja o próprio Dr. Wily. No jogo Megaman & Bass, ele fica mais bonzinho, mas, porém, ele ainda tem a vontade de exterminar Mega Man, ou ao menos derrotá-lo e mostrar que ele é mais forte.

### Secundários

#### Dr. Light
Dr. Light  é o criador de Protoman, Megaman, Roll, dos Robot Master dos jogos Megaman 1 e Megaman 9, e também é o criador de Megaman X, sua maior criação. Ele vive durante a série clássica. Depois de um tempo Light está muito idoso, mas ainda consegue tempo para construir X, que será um tipo de substituto de Megaman, cujo destino é de certa forma ainda  um mistério, não se sabe se pode ter voltado a ser um robô assistente, se foi destruído por algum robô de Wily, ou simplesmente desativado após anos de luta contra Wily, a única informação confirmada pela Capcom é que o Megaman original nunca foi destruído por Zero, e que Zero jamais foi ativado antes da série X. Light, temendo que ele se descontrolasse, o guardou dentro de uma cápsula para que ele passasse por uma seção de testes durante 30 anos, mas um erro acaba fazendo-o ficar lá por 100 anos. No ano de 21XX, em uma de suas escavações Dr.Cain encontra X e faz os Reploids, que são um tipo de robôs baseados nos sistemas de X, mas que tem aparência humana, sentimentos e emoções e livre arbítrio. Na série X ele aparece como holograma para dar armaduras para X, como sua herança.

#### Roll
Roll (ロール, Rōru) é a irmã mais nova de Mega Man e Proto Man, construída por Dr. Light para fazer serviços domésticos, às vezes tenta ajudar Mega Man. Nos jogos mais antigos ela normalmente aparecia nas cutscenes de encerramento ou abertura normalmente recebendo seu irmão após completar a missão.
No remake Mega Man: Powered Up, remake do primeiro jogo de Mega Man, é possível jogar com ela e outros Robots Masters do jogo, nesse game Roll possui um golpe chamado Roll Swing, em que ela usa uma vassoura para atacar, mas se estiver usando uma roupa diferente ou uma fantasia presentes no jogo como visuais alternativos, ela atacará com outros objetos (como uma lança de cavaleiro, espada ninja, bengala natalina, vassoura de bruxa, martelo, bandeira, guarda chuva, rede de caçar borboletas, guarda sol, caixa de chocolate e até mesmo um peixe), em alguns jogos de luta como Marvel vs. Capcom, Roll possui o Roll Buster, que seria bem mais poderoso do que o Mega Buster de Megaman (sendo que esse golpe é usado como uma piada interna, já que Roll sequer é uma robô projetada para combate como Proto Man e Mega Man e o oponente acaba sempre subestimando ela). Ela também é uma personagem jogável na versão mobile do primeiro jogo (Rockman) lançado apenas no Japão. De acordo com Keiji Inafune, criador da franquia Mega Man, ele já tinha planejado fazer de Roll uma parceira de Mega Man na luta contra Wily, mas a ideia nunca foi posta em prática pela Capcom.
Roll já apareceu em jogos fora da série Mega Man, como em Marvel vs. Capcom: Clash of Super Heroes, sendo uma personagem desbloqueável, e em Tatsunoko vs. Capcom. No desenho animado da Ruby-Spears ela tem um destaque bem maior do que nos jogos, com uma aparência mais madura e possuindo um braço capaz de se transformar num aspirador potente, ou em outros aparelhos muitas vezes ajudando Mega Man na luta contra o mal de Wily assim como Rush.

#### Dr. Cossack
Dr. Mikhail Sergeyevich Cossack (Ｄｒ．ミハイル・セルゲイビッチ・コサック, Dokutā Mihairu Serugeibitchi Kosakku,) é um cientista Russo engenheiro de robôs que apareceu como antagonista secundário em Mega Man 4. Na história ele foi manipulado pelo Dr. Wily que após sequestrar sua filha Kalinka o forçou a construir 8 novos robôs para dominar o mundo e derrotar Mega Man.

#### Kalinka
Kalinka Cossack é a filha de Dr. Cossack. Em Mega Man 4, ela é sequestrada por Proto Man (Blues) à mando de Wily, mas é salva pelo mesmo mais tarde na trama.

#### Auto
Auto é um robô assistente de Dr. Light cuja primeira aparição é em Mega Man 7. Na maioria dos jogos em que aparece, Auto normalmente édono de uma loja da qual costuma vender itens para Mega Man em troca de parafusos. Normalmente está na companhia de Eddie ou Roll.

#### Duo
Ele é um robô policial espacial de origem extraterrestre com um forte senso de justiça e que veio a Terra com a missão de eliminar a Energia Maligna. Sua mão esquerda brilha para absorver e destruir a Energia Maligna, e sua cabeça possuía um radar para detectar o local exato desta energia.
Duo cronologicamente apareceu pela primeira vez no início de Mega Man 8 combatendo no espaço contra um robô maligno desconhecido (batizado de Trio nos quadrinhos Archie) que portava a Energia Maligna. Como eles colidem um com o outro, eles caem em direção à Terra e os dois caem em uma ilha. Mega Man é enviado pelo Dr. Light para investigar a ilha, onde ele encontra, e leva Duo quebrado a Dr. Light enquanto o Dr. Wily foge com a energia maligna. Depois de Dr. Light começar a reparar Duo, e após a derrota dos quatro primeiros robôs mestres (Robot Masters), Duo acorda e vai atrás da energia maligna no esconderijo do Dr. Wily. Lá ele encontra, e luta contra Mega Man pensando que ele queria interferir em sua missão, antes de perceber que Mega Man tinha um forte senso de justiça. Ele, então, junta forças com Mega Man, ajudando-o contra o Dr. Wily, e depois salva a vida dele.

### Parceiros

#### Rush
Rush é o cão robô fiel de Mega Man. Ele foi introduzido a partir do jogo Mega Man 3, ajudando o jogador a atravessar áreas difíceis sendo capaz de ser invocado transformado numa mola, num jato ou num submarino, substituindo os itens de transporte que eram adquiridos no segundo jogo. Em Mega Man 6 ele ganha a função de poder se fundir a Mega Man formando duas super-armaduras: uma capaz de voar e outra com luvas de boxe capazes de dar um supersoco.
No desenho animado da Ruby-Spears ele tem mais destaque sendo capaz de falar, embora sendo desajeitado, sendo movido a base de biscoitos de energia.

#### Eddie
Eddie (também chamado de Eddy ou Flip-Top) é um robô transportador de itens (muito semelhante a um Met) criado pelo Dr. Light. Ele foi introduzido a partir de Mega Man 4, aparecendo em algumas áreas das fases fornecendo um item aleatório para o Mega Man, frequentemente armazenadas dentro de sua cabeça.

#### Beat
Beat é o pássaro robô ajudante do Mega Man. Ele foi introduzido a partir de Mega Man 5, como um presente do Dr. Cossack para ajudá-lo no combate contra os robôs do Dr. Wily. Dependendo do jogo em que ele aparece ele é capaz de ajudar a atacar os inimigos ou carregar Mega Man.

#### Treble
Treble é um lobo-robô projetado para Bass. Assim como Mega Man tinha Rush, Treble tinha a capacidade de se fundir com Bass, assim formando o Treble Boost, que pode ser ativado em Megaman & Bass comprando o item na loja após ter derrotado Ground Man, e em Megaman 10 como um item de suporte.

#### Tango
Tango é um gato robô de Mega Man, construído com um propósito bem semelhante ao de Rush. Tango aparece em Rockman World 5 como uma arma, e como um personagem de fundo em Mega Man 10, onde ele pode ser visto dormindo na mesa de Auto em sua loja, que pode ser acessada através do Proto Man.

#### Reggae
Reggae é um pássaro robô criado pelo Dr. Wily para servir como sua companhia. Possui raras aparições nos jogos, as mais conhecidas sendo Mega Man 7 onde aparece na tela do Password quando a mesma dá erro rindo da cara do jogador, e em Mega Man 10 onde aparece vendendo itens para Bass. Ele normalmente aparece com uma cara de debochado com a língua de fora.

### Outros

#### Robot Masters
São robôs criados pelo Dr.Wily ou pelo Dr. Cossack (Megaman 4), ou robôs criados pelo Dr. Light que foram reprogramados(Em Megaman #1 e 9); É revelado que Mega Man toma cuidado para não destruir seus chips neurais quando luta contra eles, assim se os seus chips neurais não forem destruídos os Robot Masters podem ser reconstruídos e reprogramados para o bem e que Dr.Light coloca um programa para impedir que Dr.Wily os reprograme novamente (mas a vezes Wily consegue os reprogramar novamente para o mal como em Mega Man: Power Fighters); são eles:
- A primeira linha dos Dr.Light Numbers (DLN): Cut Man / Guts Man / Ice Man / Bomb Man / Fire Man / Elec Man (Megaman) (Proto Man, Mega Man e Roll também fazem parte dessa linha)
- Robôs pertencentes a primeira linha dos DLN: Time Man / Oil Man (Mega Man Powered Up)[12]
- Primeira linha dos Dr. Wily Numbers (DWN): Bubble Man / Air Man / Quick Man / Wood Man / Crash Man / Flash Man / Metal Man / Heat Man (Megaman 2)[12]
- Segunda linha dos DWN: Spark Man / Snake Man / Needle Man / Top Man / Shadow Man / Magnet Man / Gemini Man / Hard Man (Megaman 3)[12]
- Os Dr.Cossack Numbers (DCN): Ring Man / Dive Man / Skull Man / Bright Man / Dust Man / Drill Man / Toad Man / Pharaoh Man (Megaman 4)[12]
- Terceira linha dos DWN: Stone Man / Gravity Man / Crystal Man / Napalm Man / Gyro Man / Star Man / Wave Man / Charge Man (Megaman 5)[12]
- Os Stardroids, também conhecidos como Space Rulers Numbers (SRN): Mercury / Venus / Mars / Earth / Jupter / Saturn / Neptune / Uranus / Pluto (Megaman 5 (GB))
- Competidores do Primeiro Torneio Anual de Robot Masters, raptados por Wily e reprogramados, criados por cientistas de diferentes países do mundo: Blizzard Man (Canadá) / Wind Man (China) / Flame Man (Arábia Saudita) / Tomahawk Man (EUA) / Centaur Man (Grécia) / Knight Man (Grã-Bretanha) / Yamato Man (Japão) / Plant Man (Brasil) (Megaman 6)[12]
- Quarta linha dos DWN: Spring Man / Freeze Man / Slash Man / Cloud Man / Junk Man / Turbo Man / Burst Man / Shade Man (Megaman 7)[12]
- Quinta linha dos DWN: Tengu Man / Frost Man / Clown Man / Grenade Man / Astro Man / Sword Man / Search Man / Aqua Man (Megaman 8)[12]
- Robôs alistados no exercito de King ou criados por ele, formando os King Numbers (KGN) e dois Wily Numbers recrutados: Tengu Man / Astro Man / Dynamo Man / Cold Man / Ground Man / Pirate Man / Burner Man / Magic Man (Megaman & Bass)[12]
- Segunda linha dos DLN (exceção Fake Man): Tornado Man / Concrete Man / Plug Man / Hornet Man / Magma Man / Galaxy Man / Jewel Man / Splash Woman / Fake man (Megaman 9)
- Robôs infectados com a Roboenza e a serviço de Wily: Nitro Man / Solar Man / Chill Man / Sheep Man / Commando Man / Blade Man / Pump Man / Strike Man (Megaman 10)
- Os Dimensions, a serviço de Mega Man Shadow: Stove Man (Konro Man) / Bullet Man (Dangan Man) / Komuso Man / Clock Men / Aircon Man / Compass Man (Megaman & Bass: Challenger from the future)
- Dynamite Man / Sonic Man / Volt Man (Megaman (PC))
- Bit Man / Shark Man / Torch Man / Wave Man / Oil Man / Blade Man (Megaman III (PC))
- Personagens de Sonic the Hedgehog robotizados, formando assim os Egg Wily Numbers (EWN), apareceram somente nos gibis da Archie de ambos Sonic the Hedgehog e Mega Man: Tails Man / Rose Woman / Knuckles Man / Shadow Man (Sonic the Hedgehog) / Silver Man / Blaze Woman / Charmy Man / Espio Man / Vector Man / Rouge Woman / Sonic Man (Sonic the Hedgehog) / M'egga Man
- Sexta linha dos DWN: Block Man / Fuse Man / Blast Man / Acid Man / Tundra Man / Torch Man / Impact Man / Bounce Man (Megaman 11)

#### Bio-Devil
Os Bio Devils são criações de Dr. Wily. Outras versões aparecem nas diferentes séries de Mega Man. Todos os Bio-Devil consistem num corpo em forma de bola, com mãos e pés desproporcionais. No centro do corpo a um único e mecânico, olho. Este olho é o que mantém o Bio-Devil vivo e é também a sua primeira e única fraqueza. Utilizam a substância de seu corpo maleável e força bruta para atacar os intrusos. Cada versão tem um nome diferente, inclusive o Yellow Devil, Green Devil, Shadow Devil, Rainbow Devil, Lava Devil, Twin Devil, Ra Devil (New Yellow Devil), e Block Devil. São chefões de fases em todos os jogos em que aparecem.
Na versão americana essas criaturas são referidas como "Rock Monsters", uma alteração feita devido às políticas da Nintendo em relação a fíguras e nomes religiosos. No entanto, os nomes de "Devil" são usados nas versões mais recentes americanas.

#### Sniper Joe
Sniper Joe é um robô bípede utilizado como infantaria pelo Dr. Wily. Assemelham-se fisicamente com um Proto Man verde com um capacete de moto com uma viseira preta contendo um único olho vermelho em vez de óculos de sol. Eles não tem inteligência real, e simplesmente bloqueiam ataques com seu escudo, em seguida, disparam uma série de tiros de seu canhão de braço (O número exato de tiros depende do modelo de Sniper Joe). Eles também podem saltar para o ar, durante o qual ele levanta seu escudo, deixando uma abertura para Mega Man para atacá-lo. Mega Man também pode prejudicá-lo  quando ele move o seu escudo para fora do caminho antes de disparar diretamente. Em Mega Man 8 e Mega Man & Bass, o Joe clássico também pode lançar granadas que explodem após um certo período de tempo. Sniper Joe são um inimigo recorrente ao longo da série clássica, e muitas das numerosas variantes muitas vezes envolvem modelos que operam máquinas, como caminhantes ou torres de arma. É afirmado várias vezes que Proto Man considera estes robôs abominações, provavelmente, uma vez que se baseiam no desenho e projetos dele, mas com inteligência limitada.
Na série X existem modelos mais avançados de Sniper Joe, agora com inteligência Reploid e alguns trabalhando para Sigma ou para Mavericks manipulados por ele como soldados, os modelos da Série X são Road Attackers, Armor Soldier, Honganmer (Megaman X1), Road Riders, Rideloid-G, Disk Boy (Megaman X2), Hornet (Megaman X4) Runnerbombs (Megaman X7), Guardroids, Kelpie (Megaman X8). Na série Zero modelos ainda mais avançados são usados por Neo Arcádia como seus soldados, os Pantheons, que no último jogo da série foram substituídos pelos Variants, soldados Reploíds criados pelo Dr.Weil. Em Megaman ZX, surge o modelo mais avançado de Sniper Joe que se tem notícia, os Galleons, usados pela Slither Inc e por Master Albert como seus soldados.

#### Met
Os Met (diminutivo para as variantes Metall, Metool, Mettenna e Mettaur do nome), também conhecidos como "Hard Hat" é outro inimigo principal da série. Aparecendo em quase todos os jogos, os Mets são pequenos robô de construção usando um capacete de tamanho desproporcional com um sinal de "mais" marcado sobre ele. Mets geralmente esperam abaixo de seu capacete antes de atacar, já que é imune a quase todas as armas de Mega Man. Eles aparecem em várias séries de Mega Man, com muitas variações e formas diferentes, e bem diferente dos Sniper Joes, o visual deles praticamente não mudou através dos séculos. No Mega Man original, outro personagem inimigo comum chamado de Picket Man, tem uma cabeça semelhante à Metool, mas com um corpo completo, um escudo e uma picareta. Os Mets são um símbolo da série Mega Man como os Goombas são de Super Mario Bros.

#### Eddie Malvado
Um novo robô introduzido em Mega Man 11, ele é idêntico ao Eddie. Porém com dois espinhos em seus lados, uma coloração roxa e o símbolo de Dr. Wily em sua testa. Sua forma de agir é semelhante a de Camouflametall de Mega Man 9, onde ele se disfarçada de vida extra, e quando o jogador se aproxima, ele surge da terra, e tenta fugir de Mega Man.

#### King
King é um robô criado por Dr. Wily, e é um vilão do jogo Mega Man & Bass. Ele detesta humanos, que os acha seres inferiores aos robôs, porém King ainda obedece as três leis da robótica de Isaac Asimov, por isso King queria apenas criar uma nação de robôs. Wily criou King para ajudá-lo à criar um mundo livre de humanos no jogo Mega Man & Bass, porém descobrisse depois que Wily apenas estava manipulando King pois queria criar um poderoso exército com todos os robôs do mundo, King acabou mudando as suas opniões sobre os humanos e chega a conclusão de que os robôs jamais deveriam se esquecer de que foram criados pelos humanos e que humanos e robôs deveriam viver juntos em paz, Dr.Wily com medo de seu plano dar errado acaba fazendo uma lavagem cerebral em King e este volta a ser mal (se revelando também um robô incapaz de tomar as suas próprias decisões como qualquer outro de sua época) ; porém os seus planos são interrompidos por Bass e Mega Man que juntos os derrotam. Então King, reprogramado de novo para o bem, pede para os dois saírem do castelo pois o seu corpo estava para se explodir.

#### Stardroids
'Stardroids'  (Space Rulers no Japão) são robôs alienígenas que foram apresentados em Mega Man V (Game Boy). O seu verdadeiro criador é desconhecido. Dr. Wily tinha os ativado como parte de seus planos para dominar a Terra.
- Sunstar (Sungod no Japão) é um robô antigo que Dr. Wily baseou seu projeto "Stardroid" em  Mega Man V , sendo o líder dos Stardroids. Ele aparentemente foi construído por uma antiga civilização alienígena no Sistema Solar a muitos milênios atrás, Wily o descobriu e decidiu estudar-lo. Esses detalhes sugerem que os criadores do Sunstar são diferentes dos criadores de Duo. Quando Mega Man encontra Wily, ele decide ativar Sunstar e o ordena para destruir Mega Man. Em vez disso, Sunstar revela seu livre arbítrio (algo que os robôs da Terra não possuíam na época), ao decidir atacar Wily, e então ele decide que os seres orgânicos em geral devem ser exterminados devido a criação de tantas armas e Mega Man o ataca para defender Wily e o resto da humanidade. Sunstar é, possivelmente, o mais poderoso dos robôs da série (com a possível exceção de Duo, que deve se igualar a ele) com um único tiro pode desintegrar andares inteiros, como demonstrado durante a batalha final e ele foi capaz de nocautear a nave de Wily com um único tiro. Após derrotar Sunstar, Mega Man tenta ajudá-lo pedindo para ir ao laboratório do Dr. Light pois este poderia convencê-lo de que os seres humanos e robôs podem coexistir pacificamente, e enquanto Sunstar gostaria de ver este tipo de mundo, ele revela a Mega Man que este prejudicou seu núcleo de energia e que ele iria explodir, e que a explosão destruiria toda a fortaleza do espaço, e assim Mega Man é forçado a fugir sem ele.
- Terra (Earth no Japão) é o primeiro Stardroid que Mega Man encontra e o "Megaman Killer" de  Mega Man V , sendo o vice líder dos Stardroids. Terra o derrota facilmente, uma vez que o seu Mega Buster não pode prejudicá-lo até que Dr. Light atualiza-lo com a Mega Arm (que substitui seu tiro carregado padrão com um ataque de agarrar). Depois de Mega Man derrotar os outros 8 Stardroids, ele encontra Terra novamente, desta vez com a capacidade de destruí-lo. Seu nome é baseado na Terra, o terceiro planeta do Sistema Solar. Seu principal ataque é o "Spark Chaser", um laser que pode vai na direção do inimigo e danificá-los várias vezes. Ele também pode se teleportar e disparar um projétil circular que vai congelar Mega Man. A atitude de Terra em relação a Mega Man não é diferente da de Bass.
- Mercury é um dos Stardroids. Seu nome é baseado no deus romano mensageiro do comércio e o primeiro planeta do sistema solar. Seu principal ataque é o "Grab Buster" ("Snatch Buster" no Japão), um projétil que pode roubar a energia ou power-ups de Mega Man e ele pode se transformar em metal líquido e te atacar nessa forma. Se você não atacar com rapidez suficiente, P-Chip e outros power-ups serão roubadas por ele.
- Venus é um dos Stardroids. Ele tem o nome da deusa romana do amor e o segundo planeta do sistema solar. Seu principal ataque é o "Bubble Bomb", uma arma que se comporta de forma semelhante a arma de Burst Man de Mega Man 7. Seu design é baseado em um caranguejo e semelhante ao do Toad Man de Mega Man 4.
- Mars está no primeiro grupo de Stardroids. Ele recebeu o nome do deus romano da guerra e o quarto planeta do sistema solar. Seu principal ataque é o "Photon Missile", um foguete poderoso que pode rasgar através de quase qualquer inimigo uma vez que atinge a velocidade. Estes são disparados através de um grande lançador saindo de sua cabeça, semelhante ao lançador de foguetes de Napalm Man de Mega Man 5. Também como Napalm Man, ele também é equipado com canhões nas mãos e baterias de mísseis  nos ombros. Mars também pode se transformar em um tanque totalmente invulnerável e colocar minas enquanto estiver nesta forma. Ele é um das mais perigosos Stardroids.
- Neptune está no primeiro grupo de Stardroids. Ele recebeu o nome do deus romano da água e do mar e do oitavo planeta do sistema solar. Seu principal ataque é o "Salt Water", que se assemelha batante com a arma de Toxic Seahorse, de Mega Man X3. Ele salta para trás e para a frente entre as paredes causando água corrosiva a cair para baixo em direção a Mega Man e usa seu próprio ataque sempre que Mega Man fica perto dele.
- Jupiter está no segundo grupo de Stardroids. Ele é baseado na divindade suprema dos romanos e no quinto planeta do sistema solar. Seu principal ataque é o "Electric Shock", um raio enorme canalizado através de seu corpo. Quando Mega Man o adquire, a arma funciona como um tazer. Ele também pode disparar faíscas elétricas de seus braços. Júpiter foi originalmente concebido com uma bomba eletrônica de alto rendimento em seu arsenal, no entanto o seu medo de explosivos levou-o a evitar usá-la. É revelado a partir de seus dados em Mega Man & Bass que ele se tornou rival de Tengu Man. Sua frase ("Clear my way, propeller scum!", traduzido para o português "Saia do meu caminho, escória de hélice!") pode também apontar que ele tem Gyro Man de Mega Man 5 em particular desdém.
- Saturn está no segundo grupo de Stardroids. Ele é baseado no deus romano da agricultura e da colheita e o sexto planeta do sistema solar. Seu principal ataque é o "Black Hole", convocado pelo anel que ele carrega. Ele também pode usar o anel como um meio poderoso de ataque, parar o tempo, e disparar anéis de tiros de seu corpo. Ele é outro Stardroid bastante perigoso.
- Pluto está no segundo grupo de Stardroids. Ele recebeu o nome do deus romano do submundo e do planeta-anão mais popularmente conhecido. Seu principal ataque é o "Break Dash", uma rasteira rápida que pode ser executada no chão ou no ar e concede a invulnerabilidade do usuário ao usá-lo. Ele também pode usar suas garras para disparar ondas de choque e explosões teleguiadas de energia. Seu estilo de luta é semelhante ao de Neon Tiger em Mega Man X3. Slash Man de Mega Man 7 é revelado ter tido o seu design baseado nele.
- Uranus está no segundo grupo de Stardroids e o mais forte do grupo. Seu nome é baseado no deus grego mitológico dos céus, antepassado dos deuses, e o sétimo planeta do sistema solar. Seu principal ataque é o "Deep Digger", que funciona de forma semelhante ao Super Arm  de Guts Man a partir do Mega Man original, em que ele requer munição externa na forma de blocos especiais de usar. Uranus é tão pesado que ele pode causar enormes desmoronamentos simplesmente saltando repetidamente. Sua defesa é tão incrivelmente difícil que até mesmo um totalmente carregado "Mega Arm" pode lidar apenas danos mínimos.

#### Mega Man Killers
Os  'Mega Man Killers'  são uma série de robôs que aparecem na série Game Boy. Os Mega Man Killers são robôs criados por Doctor Wily para destruir Mega Man, que, por sua vez derrota cada um deles e, eventualmente, arruína os planos de dominação mundial de Wily. Todos eles reaparecem como chefes  em  Mega Man V  (Game Boy), e todos eles também reaparecer como chefes nas fases DLC de  Mega Man 10 . Todos eles têm o nome de gêneros musicais notáveis. Pode se dizer que são os antecessores de Bass e Zero.
- 'Enker'  (RKN-001) é o Mega Man Killer de  Mega Man in Dr. Wily's Revenge . Ele empunha uma rapiera, mas o seu ataque principal é o seu "Mirror Buster", o que lhe permite absorver tiros de Mega Man e entregá-los de volta através de sua espada (o tamanho depende do número de disparos absorvidos), embora fazendo isso, ele próprio sofre danos. Além das últimas aparições do grupo, Enker também aparece em  Wily & Right no RockBoard: That's Paradise , como o primeiro chefe da fortaleza em  Mega Man Soccer , e como o chefe da primeira fase especial DLC em  Mega Man 10 . Seu nome provavelmente vem de Enka, um gênero musical japonês.
- 'Punk'  (RKN-002) é o Mega Man Killer de  Mega Man III . Ele está armado com a "Screw Crusher", uma arma que atira lâminasem Mega Man, e ele pode também jogar-se em Mega Man depois de se transformar para atacar com suas lâminas embutidas. Ele também é o Mega Man Killer a ter uma contraparte Net Navi no universo paralelo de Mega Man Battle Network, aparecendo em  Mega Man Battle Network 3 . Ele reaparece como o chefe da segunda fase especial DLC em Mega Man 10. Ele é nomeado após o gênero musical Punk Rock.
- 'Ballade'  (RKN-003) é o Mega Man Killer de  Mega Man IV . Sua arma é o "Ballade Cracker", que pode colocar minas imóveis cronometradas e também disparar pequenos explosivos dos cumes dos seus braços. Ballade, depois de ser derrotado, parece se voltar contra Dr. Wily, e se auto-destrói para destruir uma parede que obstruía o caminho de Mega Man, permitindo assim que Mega Man possa escapar com segurança de volta à Terra a partir da fortaleza espacial de Wily. Ele também aparece em  Mega Man 10  como o chefe da terceira fase especial  DLC. Seu nome é, na verdade, uma modificação da palavra, Ballad, que em português significa balada.
- 'Quint'  não é um Mega Man Killer, mas tem um papel semelhante em  Mega Man II . No entanto, ele aparece em Mega Man V após Enker ser derrotado, mas aparentemente este Quint é o Mega Man do futuro, que foi sequestrado pro Wily. Sua arma é uma britadeira / pula-pula chamada "Sakugarne", que pode atacar seus inimigos, cavando na terra e criando detritos que voam e atingindo Mega Man. Ele é uma versão futura do Mega Man reprogramado por Dr. Wily, Dr.Wily viajou 37 anos no futuro e raptou o corpo desativado de Mega Man de um museu de robôs e o reprogramou como Quint e mentiu para Quint dizendo que Mega Man era um vilão, e que ele devia fazer de tudo para impedi-lo. Quint acaba sendo derrotado pelo seu eu do passado, mas foge.

## SérieX

### X
Mega Man X, ou simplesmente X foi o primeiro robô criado por Dr. Thomas Light com a capacidade de pensar por si, em alguma data não definida no início do século XXI.
Porem, temendo que a humanidade não estivesse pronta para receber essa revolução, e para testar seus sistemas internos, Dr. Light pôs "X" em uma capsula, temendo que ele (Light) não fosse viver tempo o suficiente para realizar ele mesmo os testes. Assim, X deveria passar 30 anos hibernando naquela capsula.
Porem os planos não foram como esperado, e a capsula só foi achada 100 anos mais tarde, por Dr. Cain, um arqueologista que procurava por um fossil de uma planta, mas que acabou achando por engano o laboratório subterrâneo de Dr. Light.
Dr. Cain ativou X e ficou fascinado com o robô, com quem teve longas conversas.
Com a ajuda de X construiu outros robôs, tentando copiar os sistemas de X, embora não os entendesse plenamente. Esses robôs feitos a semelhança de X foram chamados de Reploids (Repliroids, no japonês).
A novidade logo foi aceita pela humanidade, e os reploids logo foram integrados a sociedade. Porem, pouco tempo depois, alguns reploids negavam-se a obedecer ordens dos humanos, causando pânico. Esses reploids foram chamados Mavericks (Irregulars, no japonês).
Com o crescimento do número de mavericks, criou-se uma organização que seria responsável por controlar esses fatos e conter os Mavericks. Assim surgiram os Maverick Hunters (Irregular Hunters, no japonês). O Reploid Sigma foi destacado para ser o líder dos Maverick Hunters.
Aqui a história tem uma pequena divergência. De acordo com o recente remake do primeiro jogo da série para PSP, Maverick Hunter X, X sentiu-se culpado por ser o responsável pela criação dos reploids em primeiro lugar, o que faria cair sobre ele a responsabilidade de todo o problema dos Mavericks, fazendo que X fosse membro desde sua criação. Porem, no manual do jogo original, diz que X só se juntou aos Maverick Hunters depois do evento conhecido mais tarde como "o dia de Sigma".
Sigma era um reploid altamente capacitado, que liderou os maverick hunters com firmeza até um certo evento, a partir do qual começou a agir estranhamente, até tornar-se ele mesmo um maverick. O dia em que Sigma revelou-se como maverick e tomou o comando dos mavericks para si, ficou conhecido como o "dia de Sigma", o início da guerra dos mavericks.
A partir desse momento, X, apesar de ser naturalmente pacifista, toma a guerra, e parte para batalha com o recem nomeado líder dos Maverick Hunters, Zero.
X não gostaria de nada mais do que as lutas entre Reploids terminarem, e para os seres humanos e Reploids coexistirem pacificamente um ao lado dos outros, como seu criador sempre desejou. Ele se preocupa profundamente com as vítimas das guerras e com seus amigos que lutam tanto tempo ao lado dele, especialmente Zero, a quem ele considera como seu melhor amigo. Embora ele está constantemente em conflito com as batalhas que terá que lutar, ele finalmente começa a chegar a um acordo com si próprio e entende que  deve realmente lutar pela paz que ele deseja ser uma realidade.
Para a batalha, X está equipado com o um canhão de plasma, chamado de X-buster, além de capsulas que Dr. Light deixou para tras com Upgrades para sua última criação.
Devido a problemas na tradução do jogo entre a versão Japonesa e a americana, além do nome do jogo ser diferente, sendo Megaman X no ocidente e Rockman X no japão, existe outra confusão comum. Embora seja o nome na caixa, na versão japonesa, o personagem principal só é referido como "Rockman X" em circunstâncias muito especiais, como por exemplo no final de Mega Man X2, quando Sigma consegue falar com seu suspiro final as primeiras sílabas de "rockman". No resto do tempo, X é chamado apenas de "EKKUSU" que é a fonetização da pronúncia da letra X pronuciada em inglês, para o idioma japonês. Esse cuidado, porem, não foi tomado na versão americana.
Foi confirmado pelo criador da série, Keiji Inafune, que X não é nenhum tipo de recriação de Mega man, o robô da série clássica. Eles são robôs completamente diferentes e é possível até que tenham coexistido cronologicamente. Seu nome significa potencial ilimitado já que a letra X é bastante usada em operações matemáticas que envolvem incógnitas.

### Zero
Zero é um dos três personagens principais da série Mega Man X, o principal protagonista da série Mega Man Zero, e um personagem coadjuvante importante na série Mega Man ZX como Biometal Modelo Z. Ele foi criado para ser o sucessor de Bass e é a maior criação de Doutor Albert W. Wily. Um Maverick Hunter de alta patente na série X, e um combatente da liberdade lendário da série Zero, ele é um guerreiro que não hesita em agir. No entanto, por trás de sua personalidade séria, atitude fria e sem emoção encontra-se uma alma ferida. Zero foi projetado para ser uma máquina de destruição em massa pelo Dr.Wily no início do século XXI. Aprendendo com os erros do passado, incluindo a criação acidental da substância Bassnium e sua construção de Bass e King, Wily construíu Zero como um robô muito mais avançado do que qualquer coisa que ele já tinha construído antes, com um nível de energia muito superior à de Bass ou Mega Man . Ele também supostamente começou a criar o vírus Maverick em torno deste tempo. Wily mesmo apelidou Zero como sua "maior obra-prima". Zero era rotineiramente ativado em um estado semi-consciente durante a sua construção e Wily conversava com ele, espelhando o que o próprio Dr. Light fez com X. Wily originalmente planejava usar Zero contra ambos Mega Man e o irmão insolente e rebelde de Zero, Bass. Porém não se sabe se isso aconteceu. Zero continha uma falha em seu programa cognitivo que o fazia extremamente violento e disposto a desobedecer às instruções de Wily. Devido a isso, percebendo que não tinha controle sobre Zero, Wily decidiu selá-lo em uma cápsula, possivelmente abandonando o projeto. Décadas mais tarde, no início do século XXII, ele foi acordado acidentalmente por um grupo de Reploids antes do primeiro jogo de Mega Man X.
Quando ele foi ativado pela primeira vez, Zero despertou como um Maverick (pela definição de querer causar danos aos seres humanos), e ele destruiu todos os intrusos que se atreveram a entrar no covil de Wily. Zero depois foi encurralado por Maverick Hunters de elite, unidade Gamma, dentro de uma localidade desconhecida, com a custa da perda total da referida unidade. Não querendo receber mais companheiros ameaçados pelo poderoso Maverick enigmático, o então Comandante Sigma desafiou Zero em uma batalha um a um. Mesmo que, eventualmente, Zero se mostrou superior durante a batalha, Sigma foi capaz de derrotar o Maverick vermelho após o cristal azul na cabeça de Zero começar a brilhar com um símbolo de 'W', aparentemente causando muita dor a Zero.
Sigma golpeou este cristal, quebrando-o e derrotando Zero. Como ambos Zero e Sigma estavam em estreita proximidade com a cápsula onde Zero estava, que continha o vírus, Sigma e consequentemente Zero foram infectadas com o vírus, sendo que Sigma se infectou após ter dado um soco no cristal azul de Zero. Zero foi então levado ao Dr. Cain, que o analisou. Depois disso, ele se recuperava de sua batalha contra Sigma e foi colocado sob vigilância deste. Zero não mostrava mais sinais de comportamento Maverick e foi convocado para a 17a Unidade de Elite dos Maverick Hunters. Zero não guardou memórias do incidente e se tornou um dos melhores Hunters, acreditando que era um reploíde comum e fazendo amizade com X. Zero se tornou líder dos Maverick Hunters no Dia de Sigma e lutou contra Vile na  Fortaleza de Sigma, sendo derrotado por este e se sacrificando para destruir o veículo de Vile. É ressuscitado pelo Dr.Cain, que havia guardado seu chip neural, após X recuperar as partes de seu corpo dos X Hunters em Megaman X2, ao ressuscitar Zero havia recebido melhorias no seu corpo dados pelos X Hunters que estavam nos projetos de Wily (como ombreiras e a sua espada), que não tinha as terminado por ter possivelmente abandonado o projeto. Gradualmente Zero começa a descobrir detalhes de seu passado até que em Megaman X5 ele entra em conflito com X, que paranóico com a possibilidade de seu melhor amigo poder virar um Maverick lhe pede para retornar para a base para ser avaliado, mas Zero se recusa, o que leva X o desafiar para uma luta. Zero e X chegam a um empate e ficam exaustos quando Sigma aparece e desafia ambos os amigos a lutarem contra ele,nessa história,ele se sacrifica para salvar X do ataque de Sigma é "morto" ou ele salva a si próprio e X,mas acaba seriamente danificado na batalha final morrendo em seguida e X é o único que sobrevive.Prestes a morrer Zero se lembra de seu criador e descobre quem foi ele e reflete sobre sua vida no passado.Três semanas depois em Megaman X6 Zero,de alguma forma voltou a vida como Nightmare Zero e salva X de um mecanilóide que havia se tornado Maverick e luta contra X na fase do Infinity Mijinion,para depois acontecer o que ele chamou de "Reunião Emocional" se juntando aos Maverick Hunters na luta.
Zero mais tarde faz amizade com Axl e continua a ajudar os Hunters contra as forças Mavericks até decidir se selar para ajudar a estudar o Vírus Maverick e criar um antidoto contra ele, a Mother Elf, pois se sentia culpado por todos os anos de guerras contra os Mavericks. Porém seu corpo original é roubado por Dr.Weil para criar Omega e sua mente é transferida para um novo corpo, iniciando se as Elf Wars.

### Alia
Alia faz aparições em Mega Man X5, X6, X7 e X8, Ela dá informações a X e Zero, e também monta as partes conseguidas por X para formar armaduras.
Em X5, Alia simplesmente dá suporte à X e Zero em trechos das fases. A partir do X6 ela começa a se envolver mais no enredo dos jogos, como por exemplo, parte da história do X6 conta que Gate, um dos vilões protagonistas do jogo, é irmão de Alia, e no final, quando Gate é derrotado ela aparece para lamentar a destruição dele.
Sua maior participação está no X8, quando ela ajuda X, AXL e Zero a desvendar, junto com Palette e Layer, o mistério em torno da capacidade dos novos reploids não se transformarem em Mavericks através de vírus, a habilidade de copiar outros Mavericks, e, ao mesmo tempo, o motivo de haverem alguns desses reploids se comportado como Mavericks (os chefes de fase). Depois de se terminar o jogo, se o jogador tiver utilizado Alia como navegadora várias vezes então ela se torna uma personagem jogável com as mesmas habilidades de X, porém não utiliza armaduras.

### Iris
Iris foi uma Reploid desenvolvida por cientistas da Repliforce como parte do programa "Soldado Perfeito". Colonel, seu irmão, era a outra metade. Sua personalidade era compassiva e pacífica, e a de Colonel era de um guerreiro Reploid de temperamento forte. Cientistas da Repliforce tinham lutado para fazer esses dois fatores em um único Reploid, mas as diferenças eram inconciliáveis, de modo que os dividiram em irmão e irmã Reploids.
Iris treinou com os Maverick Hunters, e durante este tempo ela e Zero desenvolveram sentimentos um pelo outro. Mais tarde, ela agiu como uma navegadora no Quartel General dos Maverick Hunters, instruindo Zero sobre onde ir em suas missões. Apesar de sua vontade de ajudar Zero, ela pedia-lhe constantemente para recusar o combate, especialmente com seu irmão. Quando seu irmão foi mais tarde destruído, a dor deixou Iris louca e fez  com que ela viajasse para a Estação Espacial Final Weapon. Ela esperou por Zero em um laboratório pronta para vingar seu irmão, onde ela usou o espírito de luta de Colonel para ganhar uma poderosa armadura. Totalmente sem escolhas Zero lutou com ela e a derrotou, e correu para o lado dela imediatamente depois; mas já era tarde demais, neste ponto, como Iris já estava morrendo por falhas em seu programa causada pela tentativa de usar o espírito de luta de seu irmão em seus sistemas; os sistemas entraram em conflito e causou uma terrível dor em Iris enquanto lutava contra Zero. Antes de morrer, ela lhe disse que ela desejava um mundo onde haveria apenas Reploids. Sua morte fez com que Zero questionasse suas crenças e fez com que ele sentisse muita dor. Mais tarde foi revelado que Sigma estava por trás desses eventos e também provoca Zero antes de sua batalha dizendo que Iris estava esperando por ele. Após a Final Weapon é destruída e Zero estava em seu caminho de volta para a Terra, ele pensa sobre os amigos que ele não poderia salvar, especialmente Iris. O pensamento de que ele pode não ser capaz de salvar ninguém tortura por um longo tempo.
Iris faz uma pequena participação em Mega Man X5, quando Zero desmaia após destruir a mais recente encarnação de Sigma, aparecendo em suas lembranças. Ela também apareceu como navegadora de X e Zero em Mega Man Xtreme 2 para o Game Boy Color.
Iris também teve uma aparição no Project X Zone, um jogo de crossover de 2012 para o Nintendo 3DS. No capítulo 29, ela foi levada para The World da série .hack e usada como isca por Vile para causar angústia em Zero sobre sua morte, especialmente quando ela lhe disse que ainda desejava um mundo onde só existissem Reploids. Embora os personagens que não faziam parte da franquia Megaman X estavam confusos sobre a situação com Iris, concluem que Zero estava com problemas e vieram ao seu socorro. Uma vez que Zero se recuperou e se lembra de seus deveres como um Maverick Hunter, ele diz a Iris que seu sonho não é possível. Naquele momento Aura (o AI de .hack) diz que era suposto que ela não deveria estar presente ali, causando-lhe que ela desaparecesse. Quando ela desaparece, ela diz para Zero que a situação entre eles está bem e que ele nunca deveria desistir. Depois que ela desaparece, Zero com um espírito renovado declara que ele vai vê-la novamente um dia, finalmente, dando-lhe um fim em seu luto sobre sua morte.

### Axl
Axl (アクセル, Akuseru) é um personagem introduzido na série em Mega Man X7. Apareceu novamente em Mega Man X8 e Mega Man X: Command Mission. Tem a habilidade de copiar o DNA dos inimigos e pegar a aparência e habilidades do inimigo derrotado, usa os Axl Bullets,2 pistolas como arma principal e pode atirar em diversos ângulos (mas usa apenas 1 na maior parte do tempo), pode usar jatos para flutuar e também pode rolar para desviar dos tiros inimigos.
Em Megaman X7 aparece procurando se tornar membro dos Maverick Hunters, quando era um mercenário do Red Alert. E em Megaman X8 é revelado que Axl é um novo protótipo de Reploid que pode copiar outros Reploids, e que possuem um chip que impede que se torne Maverick. Comparado com X e Zero, Axl é bastante imaturo, se comportando como um adolescente piadista e extrovertido, porém consegue ser bastante sério quando a situação pede. Axl as vezes é arrogante e tem um ótimo senso de humor, sempre fazendo piadinhas quando possível. Embora as vezes Axl fique entediado fácil e comece a reclamar que não tem nada para fazer, começa a encher a paciência de X e Zero apenas para ter alguma coisa para fazer. Porém ele é bondoso e sempre se preocupa com os outros. Muitas vezes ele se gaba de como ele é um dos melhores e isso pode levá-lo a colocá-lo em apuros.
Por  sua imaturidade Axl também pode ser notado por ter uma espécie de carinho por batalhas e por ação, o que o leva a ter atitudes impulsivas, o que o coloca em contraste com X e Zero, que por serem mais experientes preferem resolver problemas de maneira mais pensada. No entanto esse amor por batalhas pode vir a ser uma coisa boa, como visto em Mega Man X8 quando duas vezes ele convence X para continuar a lutar contra seus inimigos, pelo menos até o fim da guerra.
Zero enxergava Axl como um hunter novato que só serviria para lhe atrapalhar em suas missões, mas com um tempo percebeu que Axl seria um ótimo amigo e colega, X quando conheceu Axl não sabia se deveria confiar em Axl (por este ter sido membro do Red Alert) ou mesmo levar Axl a sério, porém vendo a ajuda de Axl e a sua capacidade como hunter após o trio ter derrotado Sigma em Megaman X7, X convida Axl oficialmente a ser um Maverick Hunter,embora ele expressou dúvidas de mandá-lo para uma nova missão, como ele não confiava completamente nele ainda.
Na história de X8,Axl se tornou um Hunter classe S e ajuda X e Zero a salvar Lumine,a responsável pela criação do Projeto Jakob e o nascimento dos reploids da nova geração que X conheceu antes de Vile (que havia morrido em X3 e de alguma forma foi trazido de volta a vida) sequestrá-la.Após derrotar os 8 Mavericks,os Hunters descobrem que outra vez,Sigma retornou mais uma vez.Lutando contra ele no elevador Jakob, é notado que o Sigma que enfrentaram era uma cópia e que o verdadeiro estava em seu palácio na Lua.Derrotando-o, Lumine se revela Maverick e acaba derrotada mas sem antes contar a eles que Sigma a ajudou em seu plano e revelando que Axl é um protótipo dos reploids da nova geração e que ele não pode se tornar Maverick por não ter a habilidade e zomba dos Hunters chamando-os de ferramentas dos humanos,mas Axl retalia atirando nela e encorajando X a enfrentar Lumine num confronto final.Atingindo sua forma final,ela enfrenta os Hunters e usa o Paradise Lost,mas acaba sendo vencida.Seu corpo morto ataca Axl com misteriosos tentáculos destruindo o cristal na cabeça dele e Zero e X destroem Lumine por completo,mas Axl é nocauteado.Em seu final,o cristal em sua cabeça brilha em um roxo sinistro.Se o jogador vencer o jogo no modo Hard ou usar um código na tela de início, conseguirá destravar a White Armor de Axl,colorida no mesmo padrão da armadura de Lumine, já dando a impressão de que o possível nono jogo da série,ele será um Maverick mas não por vontade própria.Com essa armadura,Axl pode pairar por mais tempo enquanto estiver atirando e ganha um Dash ilimitado além de  poder usar o Copy Shot por mais tempo.
Em Mega Man ZX Advent existe o "Biometal Modelo A", com habilidades parecidas de Axl como copiar o DNA e usa 2 pistolas. Antes do final do jogo, Mestre Albert afirmou que este é o "Model Albert", uma vez que contém o seu plano e capacidade, mas o design do Biometal é fortemente baseado em Axl, usando duas pistolas e possuindo o A-Trans, além da personalidade do Biometal ser mais parecida com a de Axl do que a de Albert, o que cria alguma especulação sobre a verdadeira identidade do modelo A.
Não existe nenhuma referência que Axl tenha existido na série Megaman Zero porque Keiji Inafune, criador da série, não havia planejado os jogos Megaman X6, X7 e X8 e Megaman X: Comand Mission. É mais provável que Axl tenha morrido nas Maverick Wars ou nas Elf Wars, sendo que nesta última guerra 90% da população reploide do planeta fora exterminada, o que também poderia explicar a ausência de muitos outros personagens da série X na série Zero.

### Dr. Cain
Dr. Cain foi um grande cientista que achou no meio de suas pesquisas, um grande reploid chamado Megaman X, ele ajuda o X, no jogo Megaman X1 e X2. Dr. Cain tem poucas participações no jogo.
Outra teoria seria que Dr. Cain era auxiliar de Dr. .Light, pois é possível ver na abertura de Megaman X que o mesmo insere uma senha para a abertura da capsula na qual X está; isso só poderia ser feito por alguém que obteve essa informação do próprio criador de X, Dr. Light. Dr. Cain é o criador de Sigma e da maioria dos reploids e de uma cadeira que prolonga sua vida a qual pode ser vista no vídeo Day of Sigma.

### Douglas
Douglas é um robô que ajuda Sigma na construção de máquinas ao auxílio dos Maverick Hunters. É ele quem fica encarregado de ativar o canhão Enigma para destruir a Eurasia antes que ela se choque com o planeta, caso a arma não funciona é ele que ficará encarregado a lançar a nave da Repliforce. Sem ele Sigma poderia Ter conseguido seu objetivo no quinto conflito.

### Signas
É o atual comandante dos Maverick Hunters e fez sua primeira aparição em Megaman X5 e sua última em Megaman X8.Em quase todos o jogos que aparece, ele apenas conversa com X e Zero(também com Axl em X7)em algumas custscenes,mas em Megaman X8 ele apenas dá o "ranking" da missão. Ele era originalmente um investigador particular antes de ser designado para os Maverick Hunters. Signas comanda cada missão executada pelos Hunters, e muitas vezes ele planeja grandes operações, supervisionando-os cuidadosamente. Muito leal aos seres humanos e reploids, Signas vai fazer de tudo para garantir que todos os Mavericks sejam eliminadas, como ele já provou ser um líder digno e valioso Hunter. Ele tem a CPU mais avançado de todos os Reploids atuais e é um pouco semelhante ao coronel do X4 na aparênciaSignas assumiu o comando dos Mavericks Hunters em Megaman X5, antes dele os comandantes foram: Sigma que acabou se rebelando e se tornando um Maverick; Zero que assumiu o comando por falta de opções no meio do caos do Dia de Sigma, pois os 16 Maverick Hunters mais poderosos da época se aliaram a Sigma (chefes de Megaman X1 e X2); X após Zero ter se sacrificado na Fortaleza de Sigma, e mesmo após Zero ter sido ressuscitado continuou como líder até abandonar o posto após a Guerra contra a Repliforça e finalmente Signas.

### Sigma
Sigma, anteriormente conhecido pelos Maverick Hunters como "Comandante Sigma" e conhecido também como "Lorde Sigma" por seus seguidores, é o principal antagonista da série Mega Man X. Ele serve como o chefe final em todos os jogos da série X, exceto Mega Man X: Command Mission (onde ele não faz aparições) e Mega Man X8 (que aparece como o chefe final, se o jogo é jogado no modo fácil, e como o penúltimo chefe se o jogo é definido como dificuldade normal ou difícil, já que é com Lumine que é travada a batalha final no modo normal ou difícil).
O primeiro Reploid criado por Dr. Cain, Sigma foi considerado o melhor dos Reploids e foi o primeiro líder dos Maverick Hunters; Reploids que defendem os seres humanos contra os seus homólogos renegados, os Mavericks, e buscam a manutenção da paz. Embora ele já foi um líder honrado no passado, no evento conhecido como o "O Dia de Sigma", Sigma inesperadamente se revelou um Maverick no início de Mega Man X e se rebela contra a humanidade. Ele defende os ideais dos Mavericks e assume o papel de seu líder. Sob o comando de Sigma, os Mavericks cresceram em uma legião dedicada ao extermínio completo da raça humana, que consideram inferiores aos reploids, sendo que alguns Maverick radicais defendem até mesmo o extermínio da vida biológica no planeta. Sigma instiga muitas das destrutivas Guerras Maverick, com os Maverick Hunters existentes se dedicando a esmagar as forças de Sigma e seus asseclas. Seu animal de estimação é o robô-cão Velguarder.
Embora ele tenha sido destruído inúmeras vezes, a programação de Sigma sempre sobrevive na forma de um vírus e constrói-se uma nova forma, pronto para ameaçar o mundo mais uma vez. Sigma contraiu o vírus Maverick após uma batalha contra Zero, na época um Maverick misterioso e desconhecido, após dar um golpe no cristal azul de Zero. Depois de ter descorberto que contraiu um vírus Sigma o estudou e descobriu que poderia fundir a sua personalidade, memórias, enfim até mesmo a alma dele ao vírus, se tornando virtualmente imortal. Especula-se que Sigma roubou projetos e arquivos do laboratório onde Zero estava selado e descobriu como poderia usar o vírus e detalhes sobre o passado de Zero, sendo que Sigma revelou que tinha conhecido um velho que lhe contou tudo sobre Zero (não se sabe se Sigma literalmente conheceu Dr.Wily ou apenas estava querendo dizer que sabe detalhes do passado de Zero, provavelmente de arquivos e projetos que encontrou). Está implícito que ele retorna cada vez mais traiçoeiro e vingativo com cada novo corpo e transformação, com cada plano sucessivo se tornando mais e mais desesperado e agressivo. Seus inimigos principais são Megaman X, Zero e, mais recentemente, Axl.

### Lumine
Lumine é o antagonista de Mega Man X8. Devido a ser um Reploid de Nova Geração, ele pode se transformar em outros Reploids. Lumine é introduzido como o diretor do projeto Jakob, o elevador orbital no início do X8. Ele logo foi sequestrado por Vile, devido ao seu conhecimento do elevador. Depois de derrotar Sigma (originalmente aquele que seria o instigador dos acontecimentos do jogo, uma vez mais) no modo normal ou difícil, Lumine é revelado ter sido aquele que manipulou um Sigma enfraquecido, desta vez, embora ele realmente queria dizer que ele é essencialmente o próprio Sigma, e estava a realizar seus planos (como se fosse seu sucessor). Ele sabia que Sigma não poderia fazer o que fez em toda a série para sempre. Ele alega que os Hunters causaram a morte definitiva de Sigma e que este seria incapaz de voltar e que agora seria ele que continuaria o legado do líder Maverick.
Lumine, então, revela seu próprio plano: exterminar todos os humanos e Reploids de geração antiga e criar um mundo novo só para os novos modelos da nova geração. Os Hunters travam uma batalha com Lumine em sua forma normal e, em seguida, em sua forma angelical em uma arena celeste. Após sua derrota, ele ataca Axl com o que parece ser um tentáculo e quebra a esfera em sua cabeça, e parece apresentar um pedaço do tentáculo em seu crânio.

### Gate
É um cientista Reploid e principal antagonista de Mega Man X6. Ele costumava ser um colega de Alia. Seu objetivo é a criação do Reploid Supremo e de uma nova ordem mundial onde existiriam apenas Reploids supremos. Ele é totalmente dedicado ao seu trabalho e vai fazer o que for preciso para conseguir o que ele mais deseja. Gate é o criador dos oito Investigadores do Fenômeno Pesadelo (chefes de Megaman X6), Zero Nightmare, High Max, e do próprio vírus Pesadelo, ele também é parcialmente responsável pela ressurreição de Sigma (que ironicamente matou Gate pois não tolerava outro Reploid no seu lugar de líder dos Mavericks).
Gate é um pesquisador dedicado com uma atitude fria e sarcástica. Para atingir seus objetivos, ele está disposto a fazer tudo o necessário para conseguir o que quer. Durante seu tempo com a equipe de pesquisa, ao contrário de Alia, ele quebrou protocolos de pesquisa, fazendo suas criações não-analisáveis, fazendo com que ele se tornasse um pária social. Ele se tornou amargo e cheio de ódio quando suas criações foram destruídas por seus próprios colegas, especialmente porque Alia era parte da conspiração. Como muitos dos vilões da série, Gate desejava um governo Reploid sob sua liderança, e alcançaria esse objetivo por qualquer meio necessário.
Gate acredita que os melhores programas são completamente não-analisáveis, que é por isso que ele é tão fascinado por X e Zero, e por que ele valoriza a amostra de DNA de Zero que obteve.

### Vile
Vile (Vava no Japão) é um Repliroid cuja aparência é semelhante a um personagem de Star Wars (Jango Fett). Em Megaman X, pode-se considerar que Ville foi o primeiro Reploid a se rebelar "oficialmente", antes mesmo do próprio Sigma (ou seja, antes de receber o vírus de Zero). Vile é um inimigo fortíssimo de Megaman X, considerando-se um dos mais difíceis chefes para se destruir na série X, por isso ele é muito valorizado pelos fãs. Ele também apareceu no Megaman X8. No remake Mega Man Maverick Hunter X  revela que Vile planeja um dia trair Sigma e ocupar seu posto como líder Maverick, não sendo totalmente leal a Sigma.

### Dynamo
Dynamo é um caçador de recompensas que é contratado por Sigma no Mega Man X5 para fazer com que a colonia Eurasia colida com a Terra.E também para fazer os huntes perderem tempo precioso lutando contra ele.Mas ele é impedido por X e Zero. Ele também aparece no Mega Man X6 para se tornar mais poderoso para tentar se vingar de X e Zero pela derrota. Ele tenta procurar as almas do Pesadelo para se tornar tão poderoso quanto Sigma e assim derrotar X e Zero,mas não faz nenhuma alteração na história e nem é morto,serve apenas como chefe secundário das áreas secretas das fases.

### Double
Double é um personagem que aparece no jogo Megaman X4. Ele parece se você jogar com X. É um novo hunter que ajuda apenas na base com serviços simples durante o evento com a Repliforce. De cor amarela, baixinho, com aparência de um gordinho e desajeitado é motivo de piadas entre outros hunters. Mas tudo muda de figura no meio do jogo e ele se revela um espião a serviço de Sigma. Após sofrer uma transformação, ele destrói alguns hunters e vai ao encalço de X na base espacial e acaba sendo destruído pelo mesmo, não sem antes tentar menosprezar X por seu bom coração e por confiar nas pessoas.

### Mavericks
Aqui está uma lista dos mavericks da série de jogos Megaman X. Diferente do Mega Man clássico e os Robot Masters da série clássica, X,Zero e Axl realmente matam os Mavericks após lutarem contra eles, pois não é possível reprogramar um Reploid (eles tem livre arbítrio), porém é possível ressuscitar um Reploid a partir de seu chip neural, foi o que aconteceu com Zero e possivelmente com Vile, porém ressurreição de Reploids é considerado ilegal pois é considerado antiético.:
- Mavericks seguidores de Sigma: Launch Octopus / Chill Penguin / Armored Armadilo / Storm Eagle / Boomer Kuwanger / Sting Chameleon / Spark Mandril / Flame Mamooth (Megaman X)
- Remanescentes das forças rebeldes de Sigma: Wire Sponge / Overdrive Ostrich / Bubble Crab / Wheel Gator / Crystal Snail / Morph Moth / Flame Stag / Magna Centipede (Megaman X2)
- Mavericks seguidores do Dr.Doppler: Blast Hornet / Blizzard Buffalo / Toxic Seahorse / Volt Catfish / Crush Cawfish / Gravity Beetle / Tunnel Rhino / Neon Tiger (Megaman X3)
- Membros da Repliforce, com exceção de três seguidores de Sigma : Web Spider / Magma Dragoon (seguidor de Sigma) / Split Mushroom (seguidor de Sigma)/ Slash Beast / Storm Owl / Jet Stingray / Cyber Peacock (seguidor de Sigma) / Frost Walrus (Megaman X4)
- Reploids infectados com o Vírus Maverick: Mattrex / Duff McWhalen / Izzy Glow / The Skiver / Dark Dizzy / Grizzly Slash / Squid Addler / Axle The Red (Megaman X5)
- Equipe de Investigação de Gate: Commando Yammark / Metal Shark Player / Shield Sheldon / Ground Scaravich / Blizzard Wolfang / Blaze Heatnix / Infinity Mijinion / Rainy Turtloid (Megaman X6)
- Mavericks libertados pela Red Alert: Soldier Stonekong / Flame Hyenard / Tornado Tonion / Ride Broaski / Splash Warfly / Vanishing Gungaroo / Sniper Anteator / Wind Crowrang (Megaman X7)
- Reploids de Nova Geração atuando como Mavericks: Opitc Sunflower / Avalanche Yeti / Earthrock Trilobyte / Dark Mantis / Bamboo Pandamonium / Gigavolt Man-o-war / Gravity Antonion / Burn Rooster (Megaman X8)

## SérieZX

### Aile
Personagem principal, quando esta transportando o model X, sofreu ataque dos mavericks e assim mostrando sua coragem em ajuda as pessoas e reploids o model X aceita ajuda-la.

### Serpent
Serpent é o principal vilão do jogo.

### Vent
Personagem principal, quando esta transportando o model X, sofreu ataque dos mavericks e assim mostrando sua coragem em ajuda as pessoas e reploids o model X aceita ajudá-lo.

### Mestre Albert
É um cientista maligno que criou o Modelo W, que possui a alma do Dr. Weil. (Desculpe a correção mas só gostaria de acrescentar o fato de que o Mestre Albert só aparece realmente ou é mencionado no segundo jogo da série, Megaman ZX Advent. Só isso mesmo.)  Assinado:não é o cara que escreveu a página, sou só um cara qualquer mesmo e só queria adicionar isso.

## SérieLegends

### Megaman Volnutt/Trigger
Megaman é o personagem principal da saga Megaman Legends. Pode ser chamado de Megaman Volnutt, que é seu nome utilizado na Terra, porem seu verdadeiro nome é Trigger, seu nome quando era uma unidade de purificação criado pelo Master para destruir unidades defeituosas. Apos uma batalha há muito tempo contra a Unidade Mãe Sera, Trigger estava com seu corpo quase destruído e teve seu sistema reinicializado, antes disso Trigger salvou sua memória em um macaquinho chamado Data. Trigger então foi encontrado anos apos isto por Barrel Caskett que quando o encontrou, ele era um bebê e estava acompanhado de um macaco.

### Roll Caskett
Neta de Barrel Caskett, tem 14 anos, é uma mecânica prodígio, pode fazer equipamentos com todo tipo de coisas que encontra pelo chão, ela quem deu o nome de "Megaman" à Trigger quando Barrel o encontrou.

### Tron Bonne
Única mulher da infame família de piratas aéreos, os Bonnes. Apesar de ter 14-16 anos, é realmente uma gênio na arte mecânica, ela constrói todo tipo de robô para os Bonnes, gosta de Volnutt, mas como não entende muito bem o amor, se perde muito neste sentido, ela criou um pouco mais de 40 servbots, robôs utilizados por ela como serventes, eles são imunes a todo tipo de danos, explosões e impactos.

### Teisel Bonne
O cérebro da família Bonne, Teisel é o líder por assim dizer, ele quem cria os planos, comanda os ataques e diz o que e quando os outros devem fazer algo, a única coisa que ele realmente quer e ter sua família feliz, e com dinheiro, se preocupa com Tron mais que outras coisas.

### Bon Bonne
O Bonne mais novo, não se sabe aproximadamente a idade certa de Bon, mas é algo entre dois anos, Bon é simplesmente o bebê mais inteligente que já existiu, pois ele tem inteligência suficiente para controlar um robô enorme, que usa como corpo, mas apenas consegue dizer a palavra "Ba-Buu ".

### Barrel Caskett
Avô de Roll e " pai " de Volnutt, era um grande escavador quando jovem, mas como hoje em dia esta velho ele resolve não se aventurar como antes, em uma escavação há muito tempo ele encontrou um bebê e um macaco no meio de uma escavação, ele resolveu ficar com o bebê para si e cuidar dele, pediu a Roll ajuda para a dar um nome á criança.

### Bleucher
Um homem rico, fazia escavações junto de Barrel, a trinta anos ele explorou Forbidden Island junto de Barrel, mas como a nave havia sido destruída eles não conseguiram voltar, porem em uma certa hora os dois desmaiaram e acordaram perto de uma cidade chamada Calinca.

### Matilda
Mãe de Roll, Filha de Barrel, tentou explorar Forbidden Islands com seu marido um tempo atrás, mas não teve muito sucesso e acabou perdendo a comunicação com a nave assim que desceu na ilha de gelo.

### Joe/Banner
Um estranho cara que Volnutt e Roll encontram em Calinca, ele tem um papel com planos de uma nave criada pelo pai de Roll, perdeu a memória há muito tempo e não sabe de nada além de que ele foi encontrado perto da cidade com o papel dos planos em mãos.
Este é o pai de Roll, ele tentou explorar  Forbidden islands com Matilda, mas não teve muito sucesso, ele também desmaiou enquanto estava na ilha, e quando acordou estava perto da cidade de Calinca, como ele não sabia como Matilda estava, se estava viva ou morta, ele resolve esquecer tudo, pois para ele, a culpa é dele, afinal ele construiu a nave, ele fez os planos e quem quis descer até Forbidden Islands com sua esposa, isso foi muito traumático para ele, assim ele " resolve " ter amnesia e " surge " em Calinca com um papel em mãos.

### Yuna
Unidade Mãe do habitat Terra. Ela é pacifista e não confrontável, a muitos anos ela encerrou uma batalha entre Trigger e Sera, trancando os dois em barreiras com formatos de diamantes. Outro ponto interessante sobre Yuna é que no jogo Megaman Legends 2, ela habita o corpo de Matilda. Uma vez que Yuna encontrou uma nave caída em Forbidden islands com uma pessoa dentro, a pessoa estava muito ferida e Yuna usou seus nanites para curar a tal pessoa, porem, Yuna ficou sem forças depois disto, e não conseguia se movimentar, então ela " trocou " os corpos. Passou a utilizar o corpo de Matilda enquanto seu corpo original estava ainda dentro da nave.

### Sera
Unidade mãe do Elysium, ela é muito agressiva em seu corpo original. Segue as leis do sistema e as ordens de Master a risca, ela tenta ligar o programa de reinicialização dos Carbons, mas Megaman tenta interferir.

### Carbons
São os humanos. Master criou os carbons para agirem como humanos, vivendo suas vidas pensando e agindo como os humanos Verdadeiros, nas leis do sistema esta escrito que quando o último humano de verdade deixar de existir, o sistema de reinicialização dos carbons deve ser iniciado, matando todos os carbons existentes e criando novos, com outras configurações, para agirem como uma nova raça de humanos. Porem antes do Master morrer, ele vê como os carbons estão levando suas vidas, felizes e tranquilos, então ele diz a seu amigo mais próximo, Megaman, que o sistema deve ser destruído, pois, o sistema é perfeito, sem intervenções nem problemas, o sistema é chato, agora a vida dos carbons não, a vida dos carbons é com emoção. Especula-se que os carbons são descendentes dos humanoids de Mega Man ZX.
Você é forte, não importa o que os outros digam se for sua vontade, você vai conseguir seguir em frente. Vamos lá! lá! (Volnutt). Você é forte, não importa o que os outros digam se for sua vontade, você vai conseguir seguir em frente. Vamos lá! lá!

### Data/Original Trigger
Um macaquinho encontrado junto á Megaman por Barrel, este macaco é simplesmente a base de dados de Megaman, ele guarda toda a memória passada de Megaman (Megaman Trigger não sabia fazer pizza, assim data põe fogo na nave Flutter quando tenta cozinhar uma pizza no começo de Megaman Legends 2). Quando Juno quis iniciar o sistema de reinicialização Data interveio, foi a memória de Trigger que não deixou, pois Master ordenou a Trigger que isto não podia ser feito, e assim Data interveio a reinicialização.

### Master
O último Humano Verdadeiro, não se sabe muito sobre ele, apenas que ele era o último humano, antes de morrer contou a Trigger segredos sobre os carbons e o sistema. Especula-se que Mestre foi o último de uma linhagem de Mestres Humanos Verdadeiros, ou seja, existiram outros humanos que ocuparam seu cargo antes dele, em Mega Man ZX (que se passa séculos antes de Megaman Legends) o mundo era governado pela Legião, tendo como líderes três humanos: Master Albert, Master Thomas e Master Mikhael. Sabe-se que Master ao falecer possuía centenas oumilhares de anos de idade, sendo incerto se ele chegou a viver na época de Megaman ZX.

## SérieBattle Network

### MegaMan.EXE
O operador de MegaMan é Lan Hikari. MegaMan, nesse game foi feito pelo pai de Lan (Netto na versão japonesa) Yuichiro Hikari, com base no DNA do Hub, irmão gêmeo de Lan que acabou morrendo muito jovem por causa de uma doença no coração chamada HBD e só o HubBatch (um programa criado pelo pai do Lan que instala o DNA do Hub que revela o verdadeiro potencial e habilidades do MegaMan) junto com a total sincronia entre o Lan e MegaMan em exatamente 200% o MegaMan pode voltar a sua forma original a do Hub.
Ele é o único navi que pode usar as"soul unisol" que deixa ele coma alma do navi selecionado e deixa ele com super habilidades e características semelhantes a do navi escolhido e ele também possui o beast out que deixa ele parecido com gregar, falzar ou até mesmo a união de gregar e falzar.

### Eugene Chaud
Ou Enzan Chaud, é um Net Battler oficial, muito individualista, meio frio e confiante em suas habilidades. Seu NAVI é o Protoman.EXE (Blues.EXE)

### Dex Oyama
Dex Oyama é considerado desde o megaman NT, o maior rival do operador do megaman,Lan Hikari, o seu NetNavi é o Gutsman. Dex, é um garoto super imperativo, come muito (como se ver pelo formato dele) e sempre quer lutar com o Lan, para provar que é melhor que ele. As melhores aparições dele estão em todos os Megaman NT.Tem um irmãozinho chamado Chizao, um garoto com grande capacidade e inteligência (não puxou ao irmão).

### Dr. Hikari
Dr. Hikari é o pai de Lan Hikari,ele é um homem de alta inteligência, e um grande cientista. Ele criou o NetNavi de Lan, Megaman, durante o jogo da sequencia de Megaman NT, é descoberto que o Dr. Hikari criou o Megaman para o seu filho, usando o DNA do seu filho Hub(irmão de Lan) que morreu com uma doença grave. Dr Hikari tem suas grandes aparições no jogo, ele ajuda o Megaman e o Lan durante suas aventuras.

### Mr. Wily
Lord Wily pode ser visto como o antagonista principal da franquia Battle Network. O próprio aparece como o principal vilão de Mega Man Battle Network, Mega Man Battle Network 3 e Mega Man Battle Network 6. Ele manipula Sean Obihiro para liderar a NetMafia Gospel em Mega Man Battle Network 2, e seu filho Dr. Regal é o vilão principal de Mega Man Battle Network 4 e Mega Man Battle Network 5. Ele fica com inveja quando sua pesquisa em robótica é deixada de lado em favor das descobertas de Tadashi Hikari em tecnologia de rede, e devota sua vida para destruir a sociedade em rede. Battle Network 6 revela que, por um tempo, Wily deixou de lado sua sede por vingança; entretanto, a morte do pai de Baryl faz com que ele reconsidere.

### Net Navis
No século XX, os humanos criam um artefato chamado PET (PErsonal Terimnal) que têm Net Navis(os personagens que lutam nos games da série Megaman Battle Network) dentro deles. Para cada Net Navi deve-se ter um operador.